# Paul Johansson
Paul Joseph Otto Johansson (født 26. januar 1964) er en amerikansk skuespiller, mest kendt for at spille Dan Scott i The WB og senere The CWs tv-serie, One Tree Hill, og for hans rolle som Nick Wolfe i den kortvarige serie Highlander: The Raven.

## Filmografi
- Soapdish (1991)
- Wishmaster 2: Evil Never Dies (1999)
- Alpha Dog (2006)
- Van Helsing (2016)